# Saša Ḱiriḱ
Saša Ḱiriḱ (in macedone Саша Ќириќ?; Kumanovo, 11 gennaio 1968) è un ex calciatore macedone, di ruolo attaccante.

## Carriera

### Club
Durante la sua carriera ha giocato principalmente con il Vardar.

### Nazionale
Conta 26 presenze e 8 reti con la Nazionale macedone.

## Palmarès

### Club

#### Competizioni nazionali
- Campionato macedone: 1

Vardar: 1992-1993
- Coppa di Macedonia: 1

Vardar: 1992-1993
- 2. Fußball-Bundesliga: 1

Norimberga: 2003-2004